# Jetboy
I Jetboy sono un gruppo musicale statunitense di genere hair metal, nato a San Francisco nel 1983.
Spesso considerati discepoli di Mötley Crüe e Poison, furono un importante capitolo del glam metal di Los Angeles degli anni ottanta. Non ottennero un successo pari ad altre band, comprese quelle composte soprattutto da ragazzi attraenti che facevano anche del sex appeal la chiave del successo, ma riuscirono comunque a guadagnarsi un posto su MTV al programma Headbangers Ball, riscuotendo un discreto riscontro, principalmente in California. Per gli amanti del glam metal anni ottanta, possono rivelarsi tra le realtà nascoste del genere.

## Storia

### Gli esordi
Il gruppo fu fondato nel 1983 dal chitarrista Billy Rowe e Fernie Rod, il cui nonno, Fernando Rosas, era un famoso ballerino messicano durante gli anni cinquanta.
La band era composta da Mickey Finn (voce), Fernie Rod (chitarra), Billy Rowe (chitarra), Todd Crew (basso) e Ron Tostenson (batteria).
Nel 1985 la band suonò a Hollywood per la prima volta, finché, dopo una serie di successi come il primo demo di 18 canzoni, ed i diversi live a Los Angeles, alla fine del 1986 venne all'attenzione della Elektra Records. Fra i vari gruppi con cui suonarono da spalla, figuravano anche Poison e Guns N' Roses.
Nel 1987, il bassista originale Todd Crew, intraprese un viaggio come parte dello staff del tour dei Guns N' Roses in Europa, ma dopo essere stato cacciato da questi, morì di overdose di eroina all'età di 21 anni, prima che i Jetboy riuscissero ad ottenere un certo successo. Subentrò nello stesso anno Sam Yaffa al basso, già membro degli Hanoi Rocks, altro importante capitolo della scena glam, e oggi nei New York Dolls.
Dopo aver abbandonato la Elektra Records, e firmando con la MCA Records, pubblicarono il loro primo album, Feel the Shake (1988), che conteneva poche tracce risalenti al 1986 (solo dopo inserite nella raccolta A Day in the Glamourous Night), poiché il sound della band stava cambiando dal più grezzo sleaze glam con influenze punk, ad un genere più melodico, che poteva attirare maggior pubblico. Tre brani dell'album Feel the Shake vennero inseriti nella colonna sonora del film L'erba del vicino (1989) con Tom Hanks (titolo originale "The 'Burbs"): si trattava di Bloodstone, Locked in a Cage e Make Some Noise.
Appena dopo la pubblicazione del secondo album Damned Nation (1990), Yaffa lasciò la band per tornare a suonare con Michael Monroe nel suo progetto solista, con cui aveva già suonato negli Hanoi Rocks. Arruolarono così rispettivamente i bassisti Charles Norman e Bill Fraenze, ma l'album non vendette bene, e ciò li portò allo scioglimento con la MCA Records.

### Il declino e lo scioglimento
La scioglimento definitivo della band avvenne quando nel 1992, Rick Davis sostituì il batterista Ron Tostenson, cambiarono così nome in Mindzone, assieme alle direzioni musicali. La band tentò inutilmente di ottenere successo, adattandosi alle correnti musicali dell'epoca. Successivamente però, il chitarrista Billy Rowe fondò nel 1996 gli American Heartbreak, gruppo che comprendeva anche l'ex chitarrista dei Johnny Crash, August Warchell, e l'ex bassista degli Exodus Mike Butler. Erano una miscela melodica di sleaze glam e pop punk.
Durante i tardi anni novanta, vennero pubblicate diverse raccolte e rarità dei Jetboy, come A Day in the Glamourous Night (1998), Lost and Found (1999) (che comprendeva anche brani con la partecipazione di Lemmy Kilmister dei Motörhead), Make Some More Noise (1999) e l'ultimo One More for Rock 'n' Roll (2001) (contenente la reinterpretazione dei Kiss, Hard Luck Woman).

### Reunion
I Jetboy si riunirono il 22 giugno 2005 in occasione di un concerto al Key Club, un locale di Hollywood, ma si trattò di una reunion occasionale.
Dopo 15 anni la band si riforma definitivamente nel 2006 con il nuovo membro Michael Butler, ex bassista degli Exodus, già reduce dall'esperienza con Billy Rowe negli American Heartbreak. Nel 2007 il batterista Ron Tostenson abbandonerà la band sostituito da Tim Huthert. In occasione della riunione, la band apre anche il nuovo sito ufficiale: www.jetboyrocks.com. Nel frattempo il batterista temporaneo Tim Huthert viene sostituito da Jeff Moscone.
Il 20 novembre 2007 viene pubblicata quindi la raccolta The Glam Years contenente una nuova versione di Feel The Shake, inclusa la bonus track "Folsom Prison Blues" di Johnny Cash (sempre eseguita dal vivo durante il 'Feel The Shake' tour del 1988/89). In aggiunta al CD, anche un DVD con l'esibizione del 1986 al Whisky a Go Go, più foto, interviste, ecc.

## Formazione

### Formazione attuale
- Mickey Finn – voce (1983-presente)
- Fernie Rod – chitarra (1983-presente)
- Billy Rowe – chitarra (1983-presente)
- Jes Reckless – basso (2010-presente)
- Jessie Mendez – batteria (2010-presente)

### Ex componenti
- Todd Crew – basso (1983-87)
- Sam Yaffa – basso (1987-90)
- Charles Norman – basso (1990-91)
- Bill Fraenze – basso (1991-93)
- Rick Davis – batteria (1992-93)
- Ron Tostenson – batteria (1983-92, 2006)
- Paul Scavuzzo – batteria (2006-2007)
- Michael Butler – basso (2006-2009)
- Tim Huthert – batteria (2007)
- Jeff Moscone – batteria (2007-2008)
- Doug Hovan – batteria (2008-2009)
- Jeff Moscone – batteria (2007-oggi)

## Discografia

### Album in studio
- 1988 – Feel the Shake
- 1990 – Damned Nation

### EP
- 2010 – Off Your Rocker

### Raccolte
- 1998 – A Day in the Glamourous Night
- 1999 – Lost and Found
- 1999 – Make Some More Noise
- 2001 – One More for Rock 'n' Roll
- 2007 – The Glam Years